# Brighter Days Ahead
Brighter Days Ahead ist ein US-amerikanischer Musical-Science-Fiction-Drama-Kurzfilm aus dem Jahr 2025, geschrieben und inszeniert von Christian Breslauer und Ariana Grande. Der Kurzfilm stellt Grandes Regiedebüt dar und dient als Begleitstück zu ihrem siebten Studioalbum Eternal Sunshine (2024) und der 2025 erschienenen Neuauflage, die denselben Untertitel wie der Film trägt.

## Teaser
Grande teaste einen kommenden Kurzfilm erstmalig im Oktober 2024 bei einem Interview mit Vanity Fair im Rahmen der Promotion für Wicked (2024) an. Weitere Teaser für die Deluxe-Version ihres Albums folgten in verschiedenen Interviews und öffentlichen Auftritten, bevor sie das Album am 10. März 2025 offiziell ankündigte. Den Kurzfilm teaste sie erneut bereits zweite Tage zuvor an, bevor sie diesen am 12. März 2025 mit einem Instagram-Post final ankündigte. Im Teaser-Trailer, den sie zusammen mit der Ankündigung veröffentlichte, wurde auch bekannt, dass Grande ihre Rolle als Peaches wieder aufnehmen würde, eine Figur, die sie im Musikvideo zu We Can’t Be Friends (Wait for Your Love) vorgestellt hatte, wobei der Kurzfilm eine Fortsetzung dieses Werks sein wird.

## Handlung
Siebzig Jahre nachdem sie erfolgreich die Erinnerung an ihre Zeit mit ihrem Ex-Freund erfolgreich hat löschen lassen (wie im Musikvideo von We Can’t Be Friends (Wait for Your Love) zu sehen ist), sitzt Peaches erneut im Wartezimmer von Brighter Days Inc. und unterschreibt eine elektronische Einverständniserklärung. Eine Krankenschwester führt sie in einen Raum, in dem sie vier ihrer wertvollsten Erinnerungen ein letztes Mal erleben kann. Sie beginnt ihre Reise, indem sie sich zunächst verschiedene alte Videos von ihrer Familie, die während ihrer Kindheit aufgenommen wurden, anschaut (Intro (End of the World)).
Jede von Peaches’ verbleibenden Erinnerungen wird, nachdem sie diese wiedererlebt hat, sofort zerstört. Sie fährt mit der zweiten Erinnerung fort, die sich auf ihre Karriere als Sängerin konzentriert (Eternal Sunshine und Dandelion). In ihrer dritten Erinnerung wacht Peaches schließlich in einem zerstörten und überfluteten Haus auf. Als sie die Schäden untersucht, stößt sie auf zwei wichtige Gegenstände: einen Teddybären und eine Halskette (Twilight Zone). Peaches verlässt daraufhin ihr Haus und stellt fest, dass ihre ganze Nachbarschaft zerstört wurde. Sie läuft direkt auf ein in dem Chaos zu sehenden UFO zu und wird von diesem entführt (Supernatural).
Die vierte und letzte Erinnerung wird aus der Perspektive von Peaches’ Vater erzählt, der Brighter Days Inc. gegründet hat. Er ist tieftraurig über den Tod seiner zerrissenen Tochter und durchlebt seine eigenen Erinnerungen wieder, wie zum Beispiel den Moment, als er ihr die besagte Halskette geschenkt hat. Nachdem er Peaches’ Herz in einem Londoner Pub und ihr Gehirn in einem Trümmerhaufen gefunden hat, platziert er die Organe in den Körper einer Frau, die er nach dem Bild seiner Tochter erschaffen hat. Er braucht hierfür mehrere Versuche, bevor er sie mit Hilfe von Musik und Elektrizität erfolgreich wieder zum Leben erwecken kann (Hampstead).
Die ältere Peaches ist daraufhin mit ihrer Sitzung zufrieden. In der Schlussszene erinnert sich eine jüngere Peaches an eine Zeit, als ihr jemand sagte, dass sie jeden Tag so leben soll, als wäre es ihr letzter. Während des Abspanns wird eine Akustikversion von We Can’t Be Friends (Wait for Your Love) gespielt, die in den Jungle City Studios aufgenommen wurde.

## Veröffentlichung
Nach der 97. Oscarverleihung, bei der Grande für ihre Rolle als Glinda in Wicked (2024) als beste Nebendarstellerin nominiert war, änderte Grande den Namen ihres zweiten Instagram-Accounts von @Sweetener in @BrighterDays, dem Namen der fiktionalen Klinik zur Gedächtnislöschung, die im Musikvideo zu We Can’t Be Friends (Wait for Your Love) erstmalig auftrat. Anlässlich des einjährigen Jubiläums der Veröffentlichung ihres Albums Eternal Sunshine enthüllte Grande einen Pre-Save-Link für die Deluxe-Edition und veröffentlichte einen Teaser-Trailer für den Kurzfilm. Im Teaser-Trailer sieht man eine Kiste mit verschiedenen Gegenständen aus dem Musikvideo von We Can’t Be Friends (Wait for Your Love) brennen, bevor eine Aufnahme zu sehen ist, wo die zerfetzten Gegenstände auf dem Boden liegen.
Am 10. März 2025 kündigte Grande schließlich an, dass die Deluxe-Neuauflage von Eternal Sunshine am 28. März 2025 erscheinen und den Untertitel Brighter Days Ahead tragen soll. Zwei Tage später kündigte Grande einen begleitenden Kurzfilm per Instagram-Post an, in dem sie einen weiteren Teaser-Trailer veröffentlichte. In diesem Trailer ist eine Stimme zu hören, die „Welcome back, Peaches.“ (deutsch „Willkommen zurück, Peaches.“) sagt, bevor verschiedene Aufnahmen von Grande zu sehen sind. Das Filmplakat wurde über den Instagram-Account @BrighterDays veröffentlicht. Am 23. März 2025 kündigte Grande begrenzte Vorführungen des Kurzfilms am 30. März 2025 in vier unterschiedlichen Städten an: ihre Heimatstadt Boca Raton, Chicago, Los Angeles und New York City. Am 25. und 27. März 2025 veröffentlichte Grande jeweils einen weiteren Trailer. Im ersten hält jemand ein Medaillon mit einem Foto der jüngeren Ariana Grande in der Hand. Im zweiten wird eine futuristisch anmutende Version der Brighter Days Klinik – wie im Musikvideo zu We Can’t Be Friends (Wait for Your Love) – gezeigt, während auf eine Frau, die im Rollstuhl sitzt, gezoomt wird. Es folgen eine Reihe schneller Aufnahmen, in denen eine gealterte Version von Grandes Händen zu sehen sind, was vermuten lässt, dass Grande eine ältere Version ihrer Figur Peaches darstellen wird.